# Élections législatives algériennes de 1964
Les élections législatives algériennes de 1964 ont lieu le 20 septembre 1964 afin d'élire les députés de l'Assemblée nationale de l'Algérie. 

## Organisation
Le référendum du 20 septembre 1962 prévoyait que l'assemblée élue le même jour aurait le rôle d'une assemblée constituante et devrait élaborer une constitution dans le délai d'un an. En cas d'échec, de nouvelles élections auraient lieu. 
L'article 77 de la Constitution du 20 septembre 1963 prévoit que les pouvoirs de l'assemblée de 1962 sont prorogés d'un an. Les élections doivent donc se tenir au plus tard en septembre 1964. 
Le corps électoral est convoqué par le décret no 64-255 du 25 août 1964.
Selon le système de parti unique institué par la Constitution en faveur du Front de libération nationale (FLN), les candidats sont désignés par le Parti.

## Résultats
|                               |       |     |        |  |  |  |  |  |  |
| Parti                         | Votes | %   | Sièges |  |  |  |  |  |  |
| Front de libération nationale |       | 100 | 138    |  |  |  |  |  |  |
| Total                         |       | 100 | 138    |  |  |  |  |  |  |
| Inscrits/participation        |       |     | –      |  |  |  |  |  |  |

## Suites
La Constitution prévoyant que l'assemblée était élue pour cinq ans, les élections suivantes auraient dû avoir lieu en 1969. Cependant, après le coup d'État du 19 juin 1965, la Constitution est suspendue, et les élections législatives n'auront ensuite lieu qu'en 1977.